# Proebstel
Proebstel az Amerikai Egyesült Államok északnyugati részén, Washington állam Clark megyéjében elhelyezkedő önkormányzat nélküli település.
Proebstel postahivatala 1886 és 1907 között működött. A település névadója John Proebstel telepes.

## Fordítás
- Ez a szócikk részben vagy egészben  a   Proebstel, Washington című angol Wikipédia-szócikk ezen változatának fordításán alapul.  Az eredeti cikk szerkesztőit annak laptörténete sorolja fel. Ez a jelzés csupán a megfogalmazás eredetét és a szerzői jogokat jelzi, nem szolgál a cikkben szereplő információk forrásmegjelöléseként.